# Luis Wallpher Bermeo
Luis Humberto Wallpher Bermeo (Quito, 1909 - Guayaquil, 1990) fue un pintor ecuatoriano que se destacó por sus temas clásico figurativos, costumbristas y realismo social con temática indoamericana llegando a ganar premios en el exterior. Realizó obras y exposiciones en países como Argentina, Brasil, Perú, Venezuela y Bolivia, este último para el que hizo una galería de diversos retratos de mandatarios para el palacio presidencial.